# Breadwinners
Breadwinners est une série télévisée d'animation américaine créée par Steve Borst et Gary DiRaffaele, diffusée entre le 17 février 2014 et le 12 septembre 2016 sur la chaîne Nickelodeon.
En France, la série a été diffusée du 20 octobre 2014 au 29 septembre 2016 sur Nickelodeon France.

## Synopsis
La série raconte les aventures déjantés de deux canards : SwaySway et Beudusse. Les deux héros vivent sur la planète Mare et ont comme mission de livrer le pain aux habitants.

## Personnages
- SwaySway : SwaySway est celui qui pilote le Rocket Van (le véhicule qui transporte le pain) sans avoir le sens de l'orientation. Son ascendance est composée de livreurs de pain. On apprend dans l'épisode La miche de l'amour, qu'il est amoureux de Jenny Coin-coin. SwaySway est un canard féroce, grand et maigrichon et porte des vêtements bleus et blancs.
- Beudusse Mandusse Bersucovich 1er : le meilleur ami de SwaySway qui l'accompagne et qui a le sens de l'orientation. Mais il pète souvent et adore le pain. Beudusse est petit et gros. A la forme d'une balle rebondissante, et s'habille en rouge et blanc.
- Jelly : Jelly est l'animal de compagnie de SwaySway et Beudusse. C'est une grenouille. Elle s'exprime par des blbl…, mais Swaysway et Beudusse la comprennent. On apprend qu'elle est une bonne batteusse. Elle donne de bons conseils quand l'un des deux est déprimé ou ne sait pas quoi faire.
- Le Boulanger : Le boulanger est une figure légendaire qui vit dans la mine de pain. Il vit dans une cave où sa principale activité est de fabriquer du pain et de se relaxer dans sa piscine en lave. SwaySway et Beudusse l'appellent souvent grâce à un grille-pain magique lorsqu'ils ne savent pas quelque chose sur une sorte de pain ou alors quand ils ont des ennuis.
- Père Gluten : C'est le frère jumeau du Boulanger. Après avoir disparu pendant des années il réapparait pour sauver son frère de l'invasion des taupes glaciales. Après les avoir battu, lui et le Boulanger créent la fête du Moelleux Noël. Bien qu'ils ne se revoient plus jamais puisque le Père Gluten vit au Pôle Nord, ils ont la chance de le revoir pendant Noël.
- Talonius Meddy : Talonius Meddy, surnommé T-Midi est le client principal de SwaySway et Beudusse, il est très exigeant. Il a une grande admiration pour sa mère. C'est un hibou bourgeois qui vit à Arbre-Ville et avait des relations amoureuses avec Mme. Furffle.
- Kitta : Kitta est une garagiste. Elle répare souvent le Rocket Van, fabrique d'autres objets totalement farfelus. Elle ne peut pas s'empêcher de réparer des trucs.
- Rambamboo : Rambamboo est la chef de la police. Elle arrête souvent SwaySway et Beudusse pour leur nombreuses infractions routières. C'est une crapaud munie d'un jetpack pour poursuivre les criminels. Elle possède également un casque avec une sirène pour montrer qu'elle fait partie de la police.
- Oonski : Oonski est un castor viking dont sa principale phrase est : "Mange! Frappe! Pille". Il était tombé amoureux du Rocket Van mais l'a largué pour une poubelle. Il pille et est très cruel mais, il manque d'amour…
- Jenny Coin-Coin : Jenny Coin-Coin est une adolescente normale qui parle le « coinglais ». SwaySway est fou amoureux d'elle mais, dans l'épisode Concours de talent, on découvre qu'elle a une relation avec Hotshot.
- Hotshot : Encore appelé  Le Crack Hotshot est un bad-boy  cruel et sadique. Sa compagne est Jenny Coin-coin.
- Mme Furffle : une vieille dame qui vit dans une maison dans les nuages et qui se fait souvent livrer le pain par SwaySway et Beudusse.
- Pumpers : Pumpers tient un restaurant et tente d'attirer une clientèle.
- Zoona et Roni : Ce sont deux personnages apparues dans Pizzawinners. Elles livrent des pizzas ce qui a ensuite amené une guerre contre les livreurs de pain. Swaysway et Beudusse apprennent que les pizzas sont faites à base de pain et que les livreurs de pizza ne sont rien sans les livreurs de pain. Les deux groupes de livreurs deviennent des amis… Zoona est féroce, grande et maigrichonne, mais elle est plutôt impulsif et c'est une bad-girl, elle n'a pas le sens de l'orientation, mais conduit leurs mobiles. Roni est petite et grosse, et a la forme d'une balle rebondissante, à l'inverse de Beudusse qui pète elle répète tout ce que dit Zoona, et a le sens de l'orientation. Contrairement aux Breadwinners représentés comme des ailes blanches, pour leur rock cool, les Pizzawinners, représentent des ailes noirs, avec un rock du côté inverse. Zoona a un clin d'œil est amoureuse de Swaysway, ce qui est réciproque, depuis que Jenny sort avec Hotshot.

## Voix originales
- Robbie Daymond : SwaySway
- Eric Bauza : Beudusse
- Fred Tatasciore : Le Boulanger
- S. Scott Bullock : T-Midi
- Kari Wahlgren : Kitta
- Nolan North : Ounski le Grand
- Mick Wingert (en) : Loafrechaun, Rusty et Breadfoot
- Audrey Wasilewski : Rambamboo
- Tara Strong : Zoona
- Candi Milo : Roni
- Cree Summer : Mrs. Furfle
- Fred Tatasciore (saison 2) : Hotshot
- voix inconnue : Jenny Coin-Coin
- Fred Tatasciore (peut-être) : Père Gluten
- Alexander Polinsky : Jelly
- Michael-Leon Wooley : Mr. Pumpers

## Voix françaises
- Jérémy Prévost : SwaySway
- Hervé Grull : Beudusse
- Franck Sportis : Le Boulanger
- Benjamin Bollen : T-Midi
- Sarah Marot : Kitta
- Sylvain Lemarié : Ounski le Grand, le capitaine Becscorbrut
- Fily Keita : Rambamboo
- Audrey Sablé : Roni
- Jean-Michel Vaubien : rap du générique d'ouverture, Beudusse (voix chantée)
- Arnaud Denissel : co-interprète du générique, SwaySway (voix chantée)
- Alexander Polinsky : Jelly

- Version française
  - Direction artistique : Philippe Roullier (saison 2)

## Épisodes
| Saisons | Saisons | Épisodes | Épisodes      | États-Unis         | États-Unis       | États-Unis  | France                         | France                         | France                         |
| Saisons | Saisons | Épisodes | Épisodes      | Début de diffusion | Fin de diffusion | Chaîne      | Début de diffusion             | Fin de diffusion               | Chaîne                         |
| ------- | ------- | -------- | ------------- | ------------------ | ---------------- | ----------- | ------------------------------ | ------------------------------ | ------------------------------ |
|         | Pilotes | Pilotes  | Pilotes       | 22 août 2012       | 22 août 2012     | Youtube     | Épisode non diffusée en France | Épisode non diffusée en France | Épisode non diffusée en France |
|         | 1       | 20       | 20            | 17 février 2014    | 30 octobre 2014  | Nickelodeon | 20 octobre 2014                | 30 avril 2015                  | Nickelodeon France             |
|         | 2       | 20       | 9             | 2 avril 2015       | 11 décembre 2015 | Nickelodeon | 9 novembre 2015                | 11 mai 2016                    | Nickelodeon France             |
| 11      | 2       | 20       | 18 avril 2016 | 12 septembre 2016  | Nicktoons        |             | 9 novembre 2015                | 11 mai 2016                    | Nickelodeon France             |